# Malgadonta idioptila
Malgadonta idioptila är en fjärilsart som beskrevs av Bethune-Baker 1916. Malgadonta idioptila ingår i släktet Malgadonta och familjen tandspinnare. Inga underarter finns listade i Catalogue of Life.